# 迪福尔
迪福尔（法語：Duffort，法語發音：[dyfɔʁ]）是法国热尔省的一个市镇，属于米朗德区。

## 地理
迪福尔（43°20'38"N, 0°24'48"E）面积9.84 平方千米，位于法国奧克西塔尼大區热尔省，该省份为法国西南部内陆省份，北起顺时针与洛特-加龙省、塔恩-加龙省、上加龙省、上比利牛斯省、大西洋比利牛斯省和朗德省接壤。
与迪福尔接壤的市镇（或旧市镇、城区）包括：丰特拉耶、吉泽里、萨杜尔南、巴尔屈尼昂、屈埃拉、圣奥朗克卡佐。
迪福尔的时区为UTC+01:00、UTC+02:00（夏令时）。

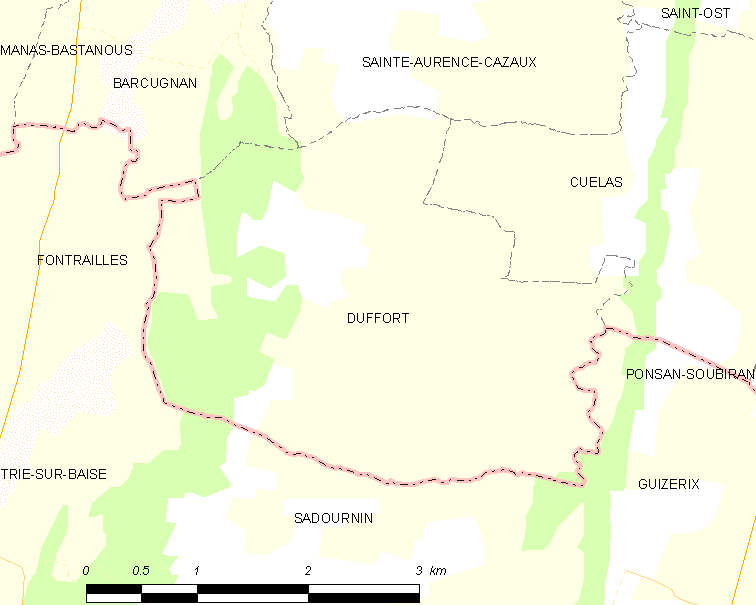
迪福尔的OSM定位图

## 行政
迪福尔的邮政编码为32170，INSEE市镇编码为32116。

## 政治
迪福尔所属的省级选区为米朗德-阿斯塔拉克县。

## 人口

1962-2008年间迪福尔人口变化图示

迪福尔于2022年1月1日时的人口数量为131人。